# Capela da Ascensão (Jerusalém)
A Capela da Ascensão (em hebraico:  קפלת העלייה Qapelat ha-ʿAliyya; em grego:  Εκκλησάκι της Αναλήψεως, Ekklisáki tis Analípseos; em árabe: كنيسة الصعود), também conhecida como Mesquita da Ascensão, é uma mesquita e um santuário localizado no Monte das Oliveiras, no distrito de At-Tur, em Jerusalém. Parte de um complexo maior que consiste primeiro de uma igreja cristã e um mosteiro, depois uma mesquita islâmica, está localizado em um local que os fiéis tradicionalmente acreditam ser o local terrestre onde Jesus ascendeu ao céu após Sua ressurreição. Ele abriga uma placa de pedra que se acredita conter uma de suas pegadas. O Status Quo, um entendimento de 250 anos entre comunidades religiosas, se aplica ao sítio.

## História

### Origem e tradições
Quase 300 anos após a ascensão de Jesus, os primeiros cristãos começaram a se reunir em segredo para comemorar Sua ascensão em uma pequena igreja-caverna no Monte das Oliveiras. A publicação do Édito de Milão pelo imperador romano Constantino I em 313 possibilitou que os cristãos adorassem abertamente sem medo da perseguição do governo. Na época das viagens da peregrina Egéria a Jerusalém em 384, o local de veneração havia sido transferido para o local atual, morro acima da caverna, que havia sido integrada à Igreja Constantiniana de Eleona,  dedicado até então apenas aos ensinamentos de Jesus sobre o bem e o mal (Mateus 24:1-26:2 {{{2}}}). Egéria testemunhou a celebração da Ascensão em uma "colina aberta" perto da caverna. A primeira igreja foi erguida ali alguns anos depois, algum tempo antes de 392, por uma senhora da família imperial, Poimênia. Mais tarde, uma lenda atribuiu a igreja a Santa Helena, mãe de Constantino I. A lenda afirma que durante a peregrinação de Santa Helena à Terra Santa entre 326 e 328, ela identificou dois pontos no Monte das Oliveiras como sendo associados a Jesus vida - o lugar de Sua Ascensão, e uma gruta associada ao Seu ensino da Oração do Senhor - e que em seu retorno a Roma ela ordenou a construção de dois santuários nesses locais.

### Igreja do século IV
O primeiro complexo construído no local da capela atual era conhecido como Imbomon (palavra grega para "na colina"). Era uma rotunda, aberta para o céu, rodeada de pórticos e arcos circulares. Em algum momento entre 384-390 DC, Poimênia, uma mulher aristocrática romana rica e piedosa da família imperial financiou a construção de uma igreja de estilo bizantino "em torno das últimas pegadas de Cristo".
O Imbomon, bem como a vizinha Basílica Eleona e outros mosteiros e igrejas no Monte das Oliveiras, foram destruídos pelos exércitos do xá persa Cosroes II durante a fase final das Guerras Bizantinas-Sassânidas em 614.

### Igreja do século VII
Posteriormente, foi reconstruída no final do século VII. O bispo e peregrino franco Arculfo, ao relatar sua peregrinação a Jerusalém por volta do ano 680, descreveu esta igreja como "uma construção redonda aberta para o céu, com três pórticos entrados pelo sul. Oito lâmpadas brilhavam intensamente à noite através das janelas que davam para Jerusalém. Dentro havia um edículo central contendo as pegadas de Cristo, clara e claramente impressas na poeira, dentro de uma grade. "

### Igreja do século XII
A igreja reconstruída foi finalmente destruída e reconstruída pela segunda vez pelos cruzados no século XII. Esta igreja final foi destruída pelos exércitos de Saladino, deixando apenas uma parede octogonal externa parcialmente intacta de 12x12 metros em torno de um santuário interno de 3x3 metros, também octogonal, chamado de martírio ou edículo. Essa estrutura ainda existe hoje, em uma forma parcialmente alterada na época após a conquista de Jerusalém por Saladino em 1187.

### Mudanças muçulmanas desde 1187
Após a queda de Jerusalém em 1187, a igreja e o mosteiro em ruínas foram abandonados pelos cristãos, que se reinstalaram no Acre. Durante esse tempo, Saladino estabeleceu o Monte das Oliveiras como um waqf confiado a dois xeques, al-Salih Wali al-Din e Abu Hasan al-Hakari. Este Waqf (trust islâmico) foi registrado em um documento datado de 20 de outubro de 1188. A capela foi convertida em mesquita e nela foi instalado um mihrabe. Como a grande maioria dos peregrinos ao local eram cristãos, como um gesto de compromisso e boa vontade, Saladino ordenou a construção, dois anos depois, de uma segunda mesquita nas proximidades para o culto muçulmano, enquanto os cristãos continuavam a visitar a capela-mor. Também nessa época o complexo foi fortificado com torres, muralhas e guardado por vigia. O santuário e as estruturas circundantes viram períodos de não uso e abandono ao longo dos 300 anos seguintes. No século XV a seção oriental destruída da parede externa octogonal foi separada do resto por uma parede divisória e foi ocupada por casas de camponeses e estábulos de animais. Embora ainda esteja sob a autoridade do Waqf islâmico de Jerusalém, a edícula transformada em mesquita está atualmente aberta a visitantes de todas as religiões, por uma taxa nominal.

## Galeria

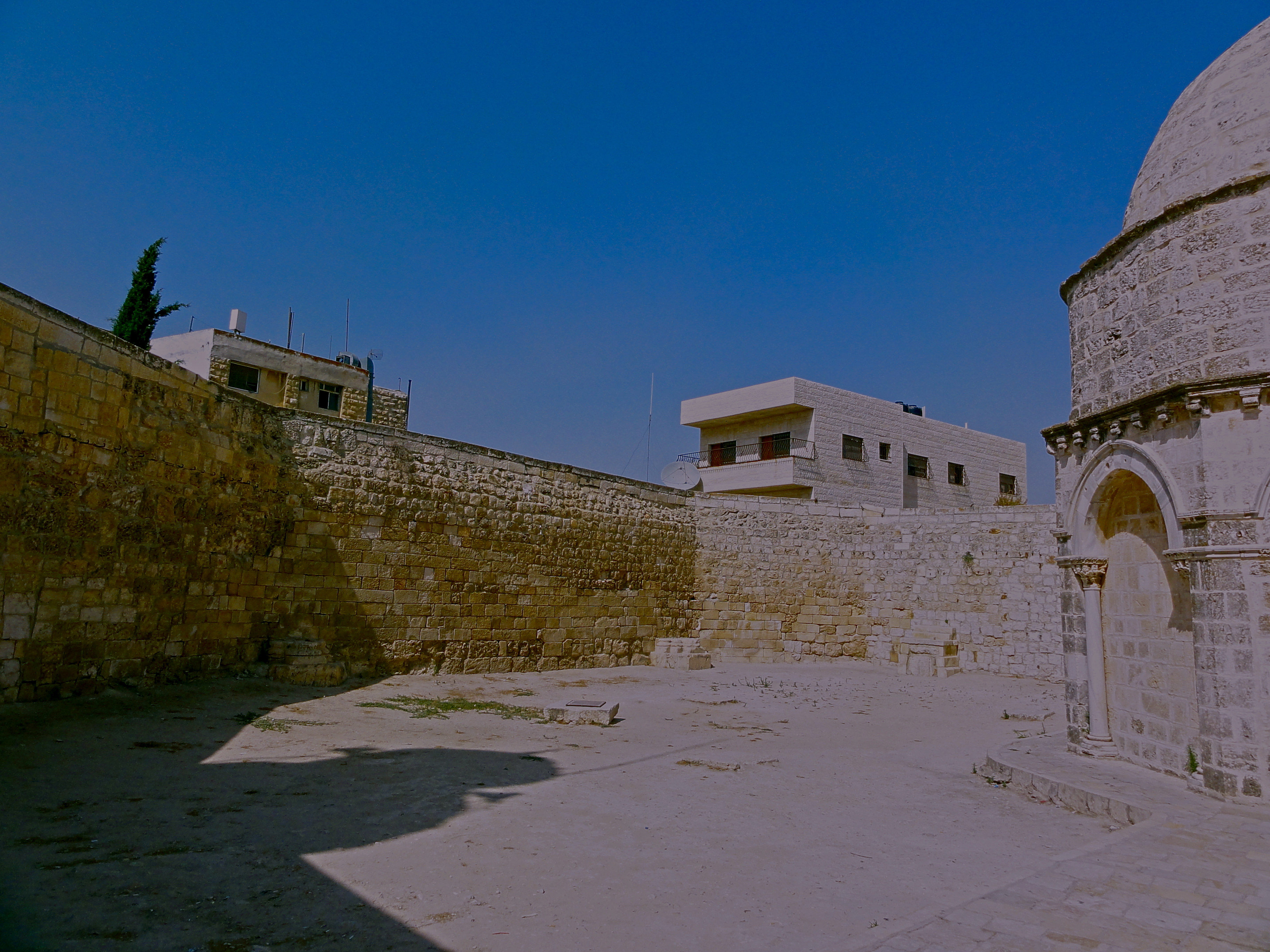
Capela (à direita) e parede octogonal da igreja em ruínas dos cruzados
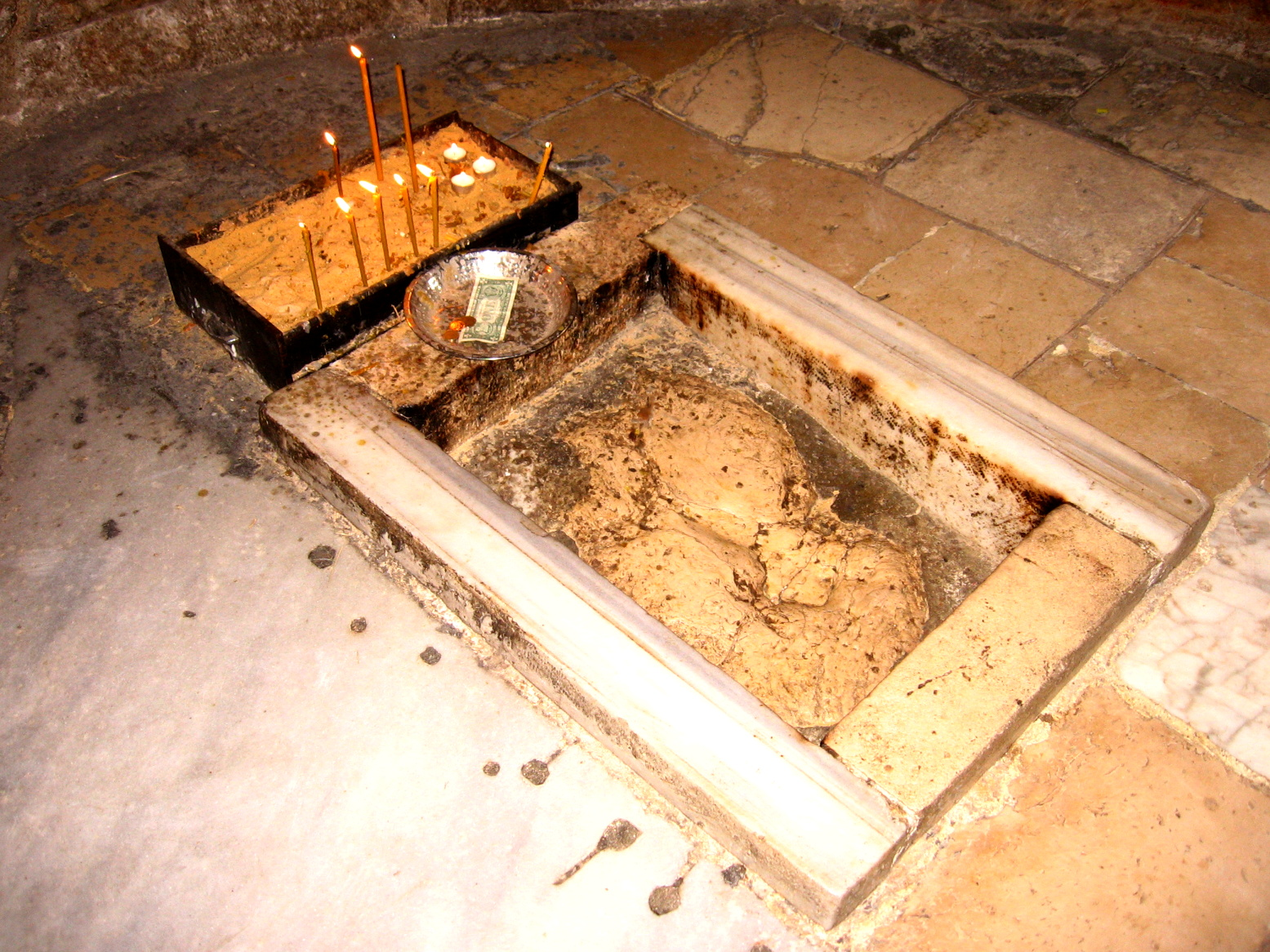
A Rocha da Ascensão
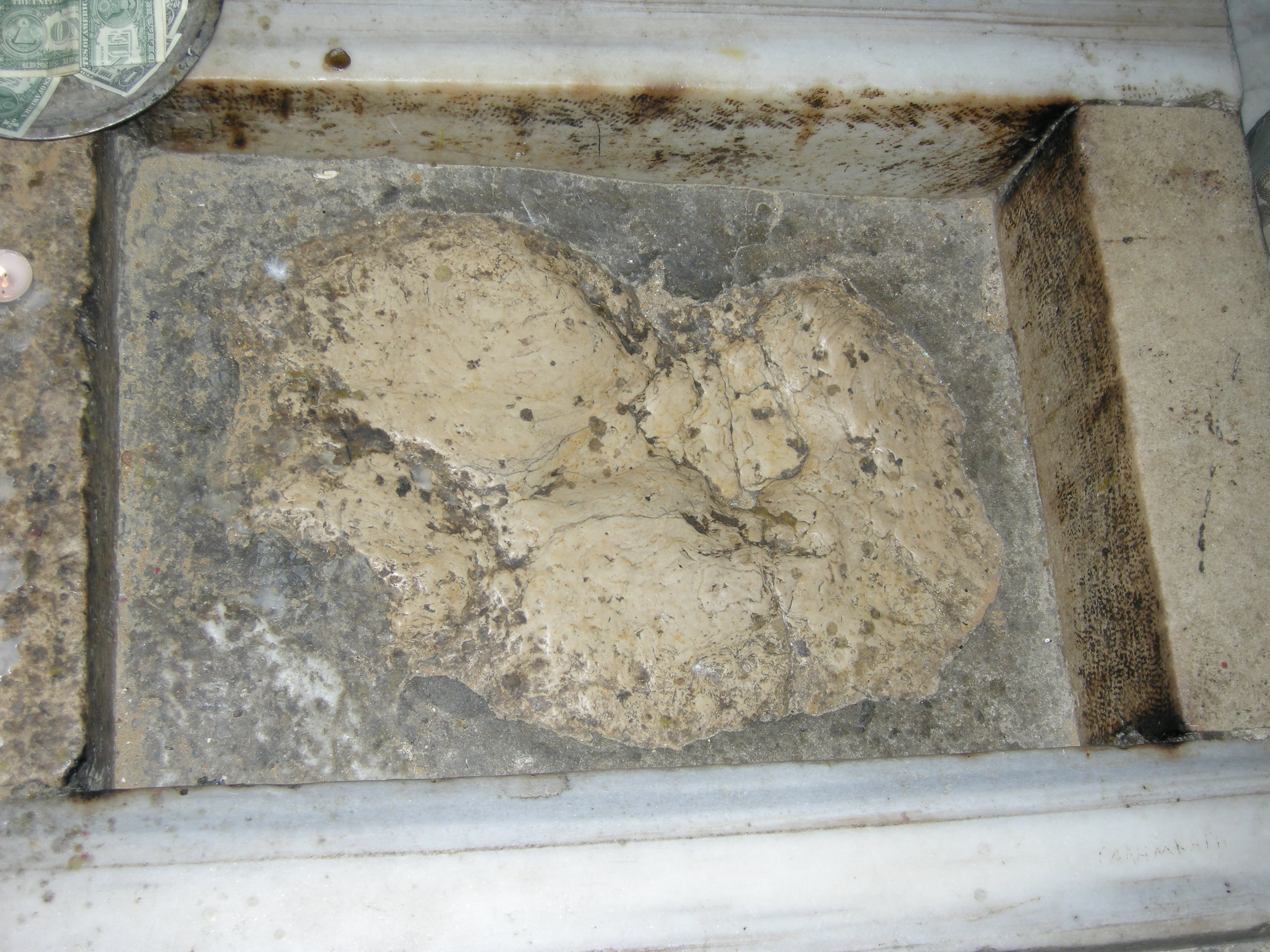
Close da Rocha da Ascensão
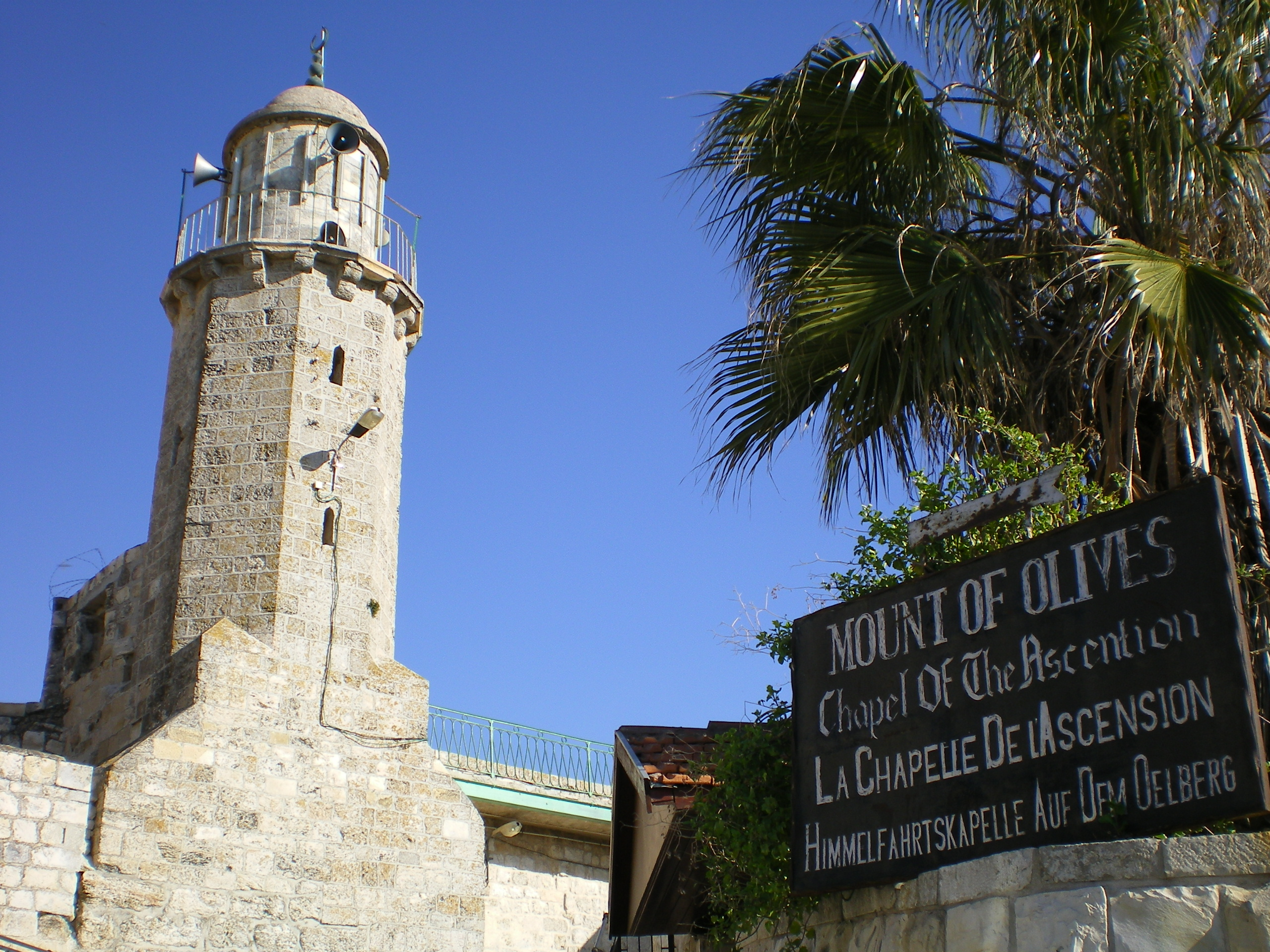
Minarete e parede externa
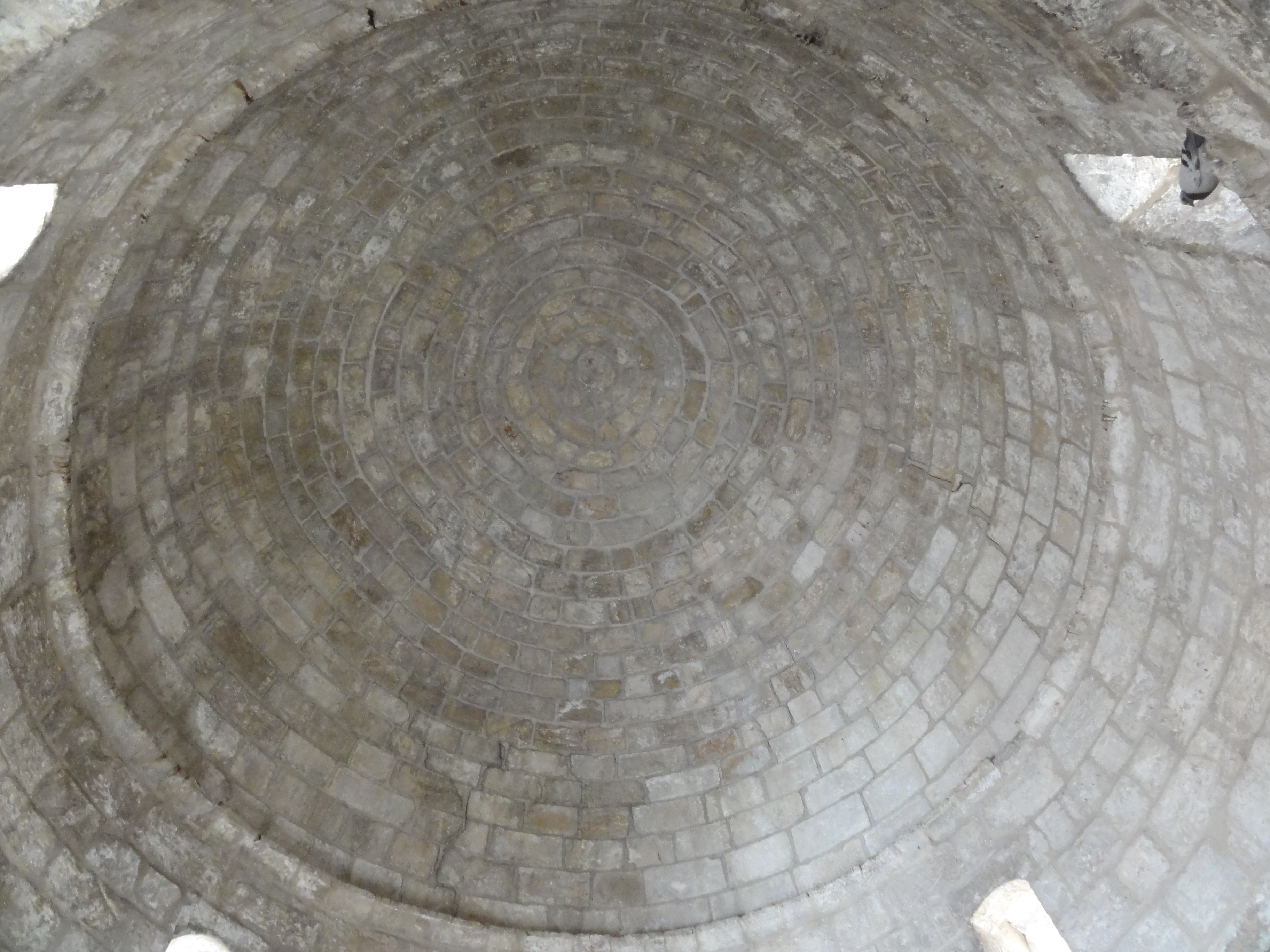
Capela, a cúpula de dentro